# 林英典
林英典（1954年—2016年），台灣攝影師，前台灣省野鳥攝影學會理事長，涉及多起著作權濫訴案、毀謗案及誣告案，因其引誘他人下載版權照片後再加以濫訴之手法而遭網友批評為「著作權流氓」、「著作權蟑螂」。。
其手法為架設網站上傳其拍攝之野鳥照片，並載明「歡迎多加利用」引誘他人下載使用，再定期搜尋網路尋找使用其照片的人或團體並對其提出侵犯著作權告訴，並在訴訟期間提出高價之和解金逼迫被害人和解。因野鳥照片為較罕見之照片，因此欲使用野鳥照片之使用者十分容易受誘而下載林英典拍攝之照片使用，導致受害者眾多。教師、學校、民間企業或政府機關都是林英典的控告對象，包括企業界名人殷琪、吳舜文、中華民國前總統馬英九、前宜蘭縣長劉守成、前教育部長杜正勝等人。濫訴案件超170件。有檢察官說，林英典提訟官司已成為各地檢署個人最大案源。
其案件勝訴率極低，大部分為不起訴處分，170件告訴案僅成案23件，其成案中多以和解結案。但其於2007年時控告快門開發公司王姓負責人侵權案敗訴後，遭王姓負責人反控誣告罪，遭臺灣臺北地方法院判處有期徒刑十個月，減刑後為五個月。但其隨後又轉為以妨礙名譽罪或加重誹謗罪對網路上評論其作為的網友進行告訴。唯上述案件皆因林英典於2016年過世而停止。

## 圖鑑書籍出版
雖然網路上的濫訴之事讓網路上喧囂沸騰，也產生許多爭議與負面聲音，但林英典也出版了多部圖鑑，展示其拍攝的野鳥成果，讓喜愛鳥類的人士能認識台灣各式獨特鳥類
| 出版日期 | 書名                                     | 出版社             | 作者   | ISBN               |
| 1999年   | 《小燕鷗殉情記：小燕鷗在台灣的繁殖情事》 | 晨星               | 林英典 | ISBN 9789575837518 |
| 2000年   | 《發現台灣野鳥》                         | 晨星               | 林英典 | ISBN 9789575839246 |
| 2009年   | 《兒童昆蟲小百科》                       | 晨星               | 林英典 | ISBN 9789862230725 |
| 2009年   | 《生態攝影聖經》                         | 晨星               | 林英典 | ISBN 9789861772936 |
| 2012年   | 《生態攝影手冊》                         | 北京美術攝影出版社 | 林英典 | ISBN 9787805015057 |